# Arebius cherosus
Arebius cherosus är en mångfotingart som beskrevs av Chamberlin 1941. Arebius cherosus ingår i släktet Arebius och familjen stenkrypare. Inga underarter finns listade i Catalogue of Life.